# Santo Stefano in Vairano
Santo Stefano in Vairano è una frazione del comune di Crema (CR) con 777 abitanti.
Situata a nord del capoluogo comunale, comprende diverse cascine e cascinali raggruppati in modo non uniforme.
La chiesa parrocchiale dedicata a Santo Stefano protomartire, da cui la frazione ha preso il nome, sorge invece in prossimità di un gruppo di case.

## Storia
La località sembra essere nominata per la prima volta in un documento notarile che cita un "palazzo grande di Vairano" con le sue dipendenze (25 aprile 924)..
Tale indicazione sembra potersi riferire ai toponimi Castèl o Castelèt (oggi via Quartiere). Qui erano presenti quelli che forse erano antichi fossati di un luogo fortificato (Senna o Sena "dalle Valdroghe" e Senna "Bovina" o Buina, con il significato di "campagnola"). Nella zona sembra inoltre anticamente essere stato presente un mulino.
Nel 1361 un documento sulla manutenzione di vie, ponti e strade del territorio, lo cita tra le ville del contado di Crema sotto la responsabilità del "console del comune della Porta di Pianengo".
Nel 1385 la chiesa di Vairano era soggetta alla pieve di Fornovo (diocesi di Cremona). Nel XV secolo la chiesa passò ad alcuni terziari francescani, provenienti da Piazzano (Rubbiano), che vi fondarono un piccolo convento..
La chiesa è riportata nei documenti con i titoli di "Santa Maria" o di "San Bernardo", di cui il primo è probabilmente la denominazione più antica. Il culto era assicurato dal clero della chiesa di Santa Maria di Crema (duomo), la quale apparteneva alla diocesi di Piacenza e la situazione della chiesa, divisa tra due diocesi, rimase a lungo incerta, nonostante l'istituzione nel 1580 della nuova diocesi di Crema.
Nel 1685 Vairano è nuovamente citata come dipendente dalla città di Crema (all'epoca appartenente ai Veneziani), inserita nella suddivisione amministrativa di  Porta Nuova.
Durante l'occupazione napoleonica, nel 1805 venne istituito il comune di Santo Stefano e Vairano, con 511 abitanti. Il comune era classificato come "di III classe" e apparteneva al cantone I di Crema, nel distretto II di Crema, nel dipartimento dell'Alto Po e nel 1807 entrò a far parte del "comune denominativo" di Crema.
Con l'istituzione del Regno Lombardo-Veneto, il comune fece parte del distretto IX di Crema della provincia di Lodi e Crema. Nel 1844 Vairano con Santo Stefano fu "comune con convocato" e nel 1853, con 716 abitanti, passò al distretto V di Crema.
Con l'annessione al regno di Sardegna nel 1859, il comune di Vairano (707 abitanti) fu compreso nel mandamento I di Crema, circondario II di Crema, provincia di Cremona e nel censimento del 1861, dopo l'istituzione del regno d'Italia, risultò avere una popolazione residente di 775 abitanti e di 852 nel successivo censimento del 1871. Nel 1862 assunse la denominazione ufficiale di Vairano Cremasco (per distinguersi da altre località omonime) e fu abolito nel 1875 e il territorio venne ripartito tra i comuni di Crema e di Santa Maria della Croce.